# 灣坑頭山
灣坑頭山是臺灣雪山山脈主脊北端的一座山，最高點海拔616.9公尺，位於宜蘭縣頭城鎮大里里，近新北市貢寮區吉林里交界處，為此二里的最高山，也是臺灣小百岳之一，立有二等三角點1181號。東北方約2公里處為草嶺古道。
該山峰地處雙溪與石門溪的分水嶺之一，立有二等三角點1181號。山頂設有觀景平台，視野良好，可俯瞰大里地區，亦可眺望草嶺山、桶盤窟尖、大湖窟山、桃源谷大草原、睏牛山、三方向山。